# Hans-Hugo Hartmann
Pour les articles homonymes, voir Hartmann.
Hans-Hugo Hartmann, né le 8 février 1916 à Dortmund et mort en février 1991, était un pilote automobile allemand. 
Né d'un père vendeur pour Mercedes-Benz, Hartmann intègre en 1935 l'écurie de course de la firme, pilotant essentiellement dans des courses sur pistes. En 1939, il devient pilote de réserve en Grand Prix.
Après la Seconde Guerre mondiale, Hans-Hugo Hartmann participe aux 24 Heures du Mans 1953 avec Adolf Brudes sur une Borgward mais abandonne dès le 29e tour. Il obtient quelques victoires Sport nationales avec la marque entre 1952 et 1954